# Kluky (okres Kutná Hora)
Kluky jsou obec v okrese Kutná Hora ve Středočeském kraji. Leží šest kilometrů jihovýchodně do Kutné Hory a pět kilometrů západně od Čáslavi. Žije zde 530 obyvatel. Součástí obce jsou i vesnice Nová Lhota, Olšany a Pucheř.

## Historie
První písemná zmínka o vesnici pochází z roku 1289.

### Územněsprávní začlenění
Dějiny územněsprávního začleňování zahrnují období od roku 1850 do současnosti. V chronologickém přehledu je uvedena územně administrativní příslušnost obce v roce, kdy ke změně došlo:
- do 1849 země česká, kraj Čáslav
- 1850 země česká, kraj Pardubice, politický okres Kutná Hora, soudní okres Čáslav[5]
- 1855 země česká, kraj Čáslav, soudní okres Čáslav
- 1868 země česká, politický i soudní okres Čáslav
- 1939 země česká, Oberlandrat Kolín, politický i soudní okres Čáslav[6]
- 1942 země česká, Oberlandrat Praha, politický i soudní okres Čáslav[7]
- 1945 země česká, správní i soudní okres Čáslav[8]
- 1949 Pardubický kraj, okres Čáslav[9]
- 1960 Středočeský kraj, okres Kutná Hora
- 2003 Středočeský kraj, obec s rozšířenou působností Čáslav

### Rok 1932
Ve vsi Kluky (630 obyvatel, poštovní úřad, telegrafní úřad, telefonní úřad, katol. kostel) byly v roce 1932 evidovány tyto živnosti a obchody: holič, hostinec, kolář, obuvník, pekař, řezník, sadař, 2 obchody smíšeným se zbožím, švadlena, trafika, velkostatek Daczický - Hesslova.

## Pamětihodnosti
- Kostel svatého Jana Křtitele
- Sochy svatého Buriana a svatého Pavla
- Uprostřed vesnice stojí klucký zámek vzniklý novorenesanční přestavbou barokní stavby na místě středověké tvrze.[4]
- Dům čp. 48 je takřka v původním stavu dochovaný venkovský dům, příklad mladší zástavby oblasti středního Polabí. Dům je cenný použitím nepálených cihel u obytné části, což je v tomto regionu již poměrně vzácné.

## Doprava
Dopravní síť
- Pozemní komunikace – Obcí prochází silnice II/337 Uhlířské Janovice – Malešov – Kluky – Čáslav – Ronov nad Doubravou.
- Železnice – Železniční trať ani stanice na území obce nejsou.

Veřejná doprava 2011
- Autobusová doprava – V obci měly zastávky příměstské autobusové linky Kutná Hora – Třebešice – Zbýšov (v pracovní dny 1 spoj), Kutná Hora – Čáslav – Horky (v pracovní dny 8 spojů tam i zpět) a Čáslav – Vodranty – Petrovice I – Štipoklasy (v pracovní dny 5 spojů) (dopravce Veolia Transport Východní Čechy). O víkendu byla obec bez dopravní obsluhy.

## Osobnosti
- Josef Fišera (1914–2005), francouzsko-československý odbojář, profesor sociálních vět a spisovatel

## Fotogalerie

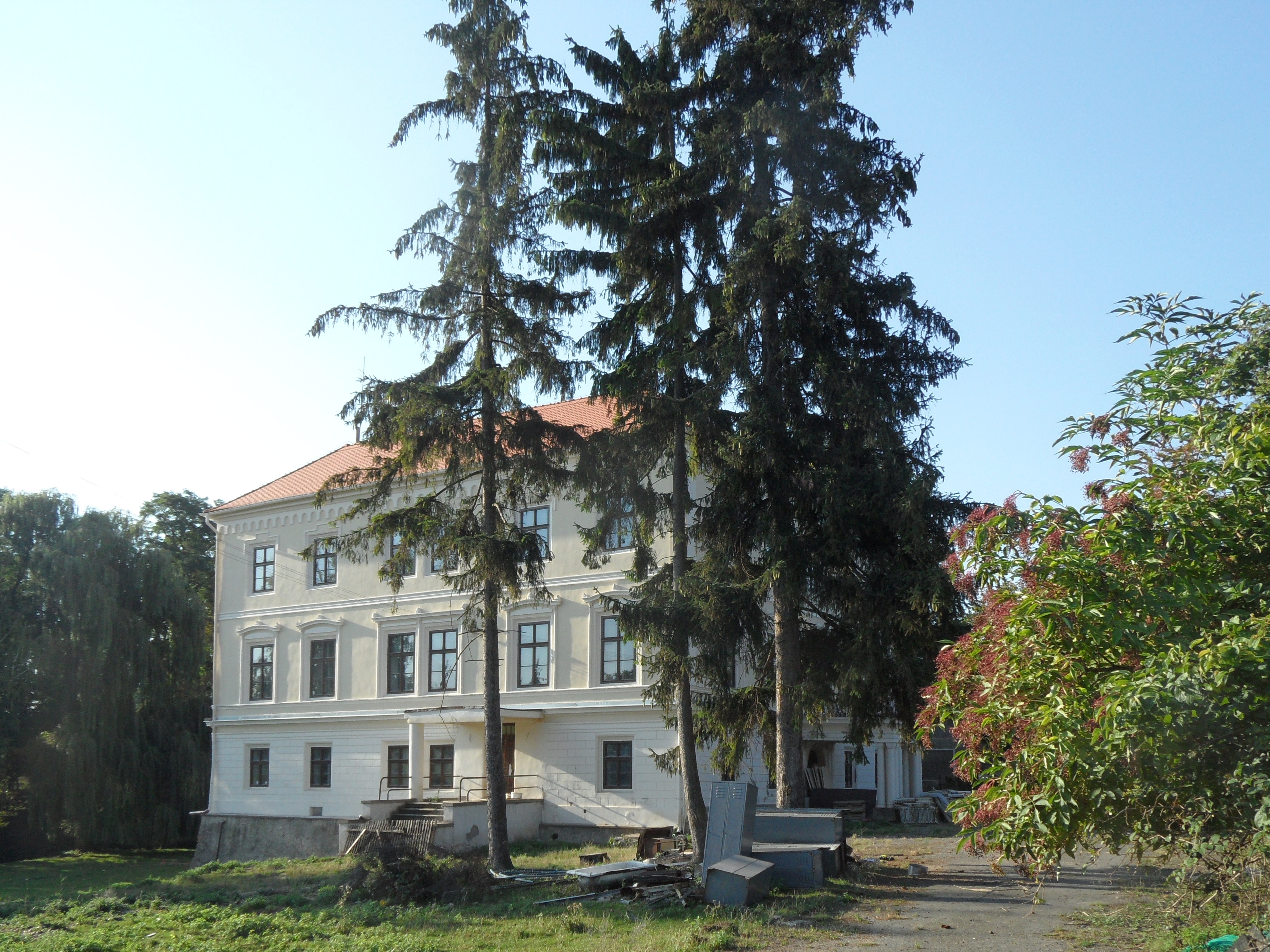
Zámek Kluky
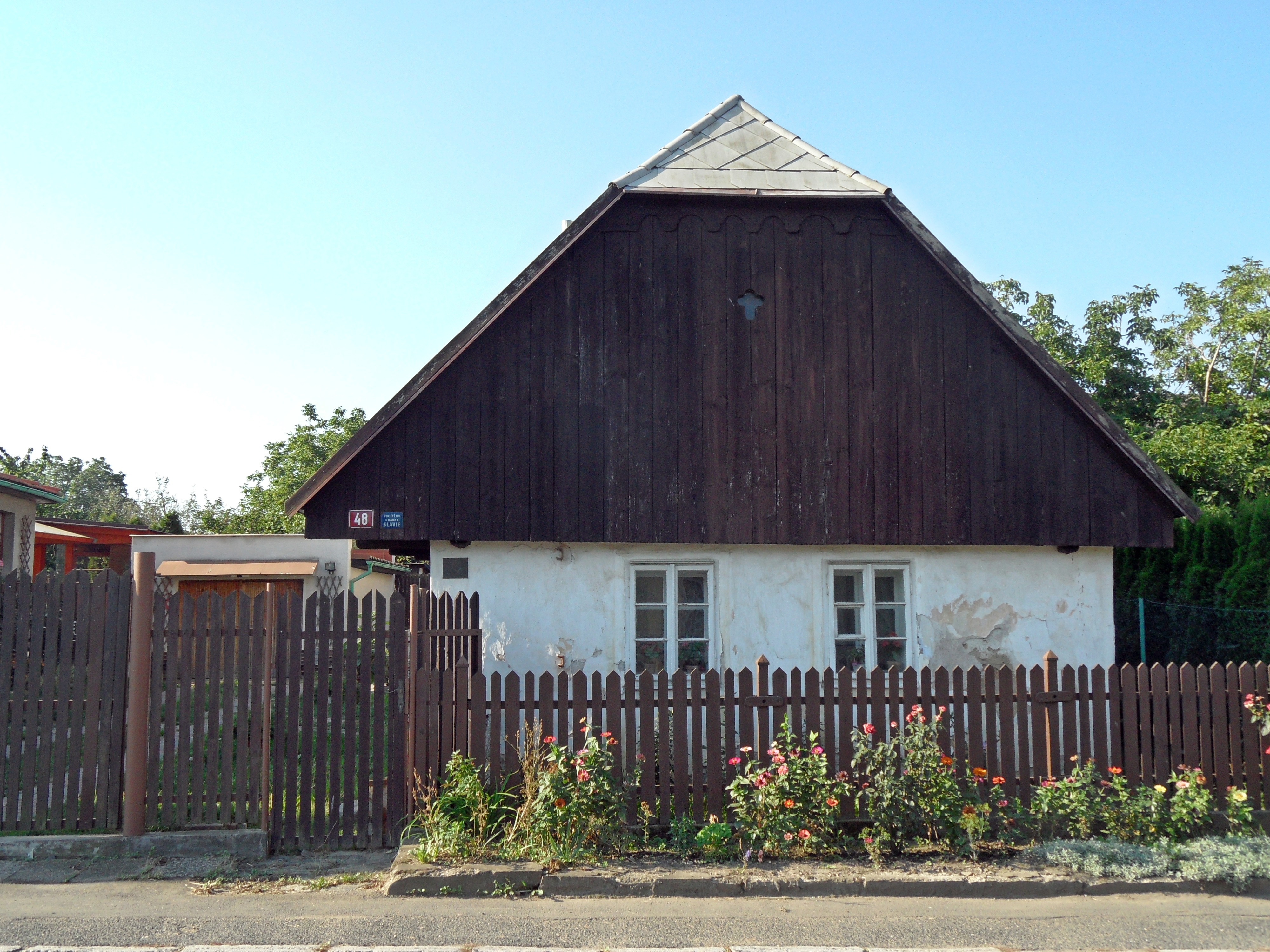
Památkově chráněný venkovský dům čp. 48
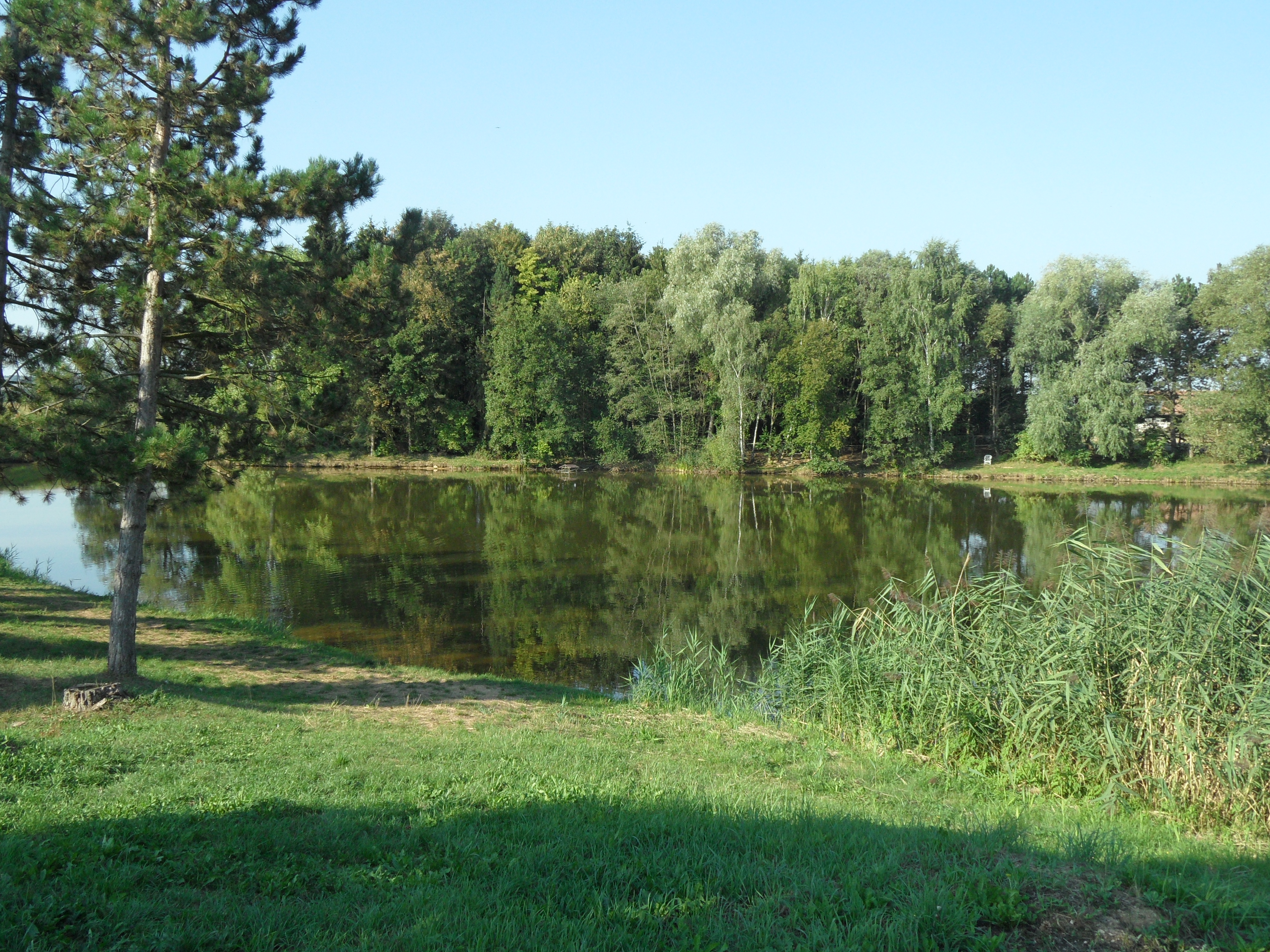
Rybník Bažantník, u jižní okraje zámeckého parku
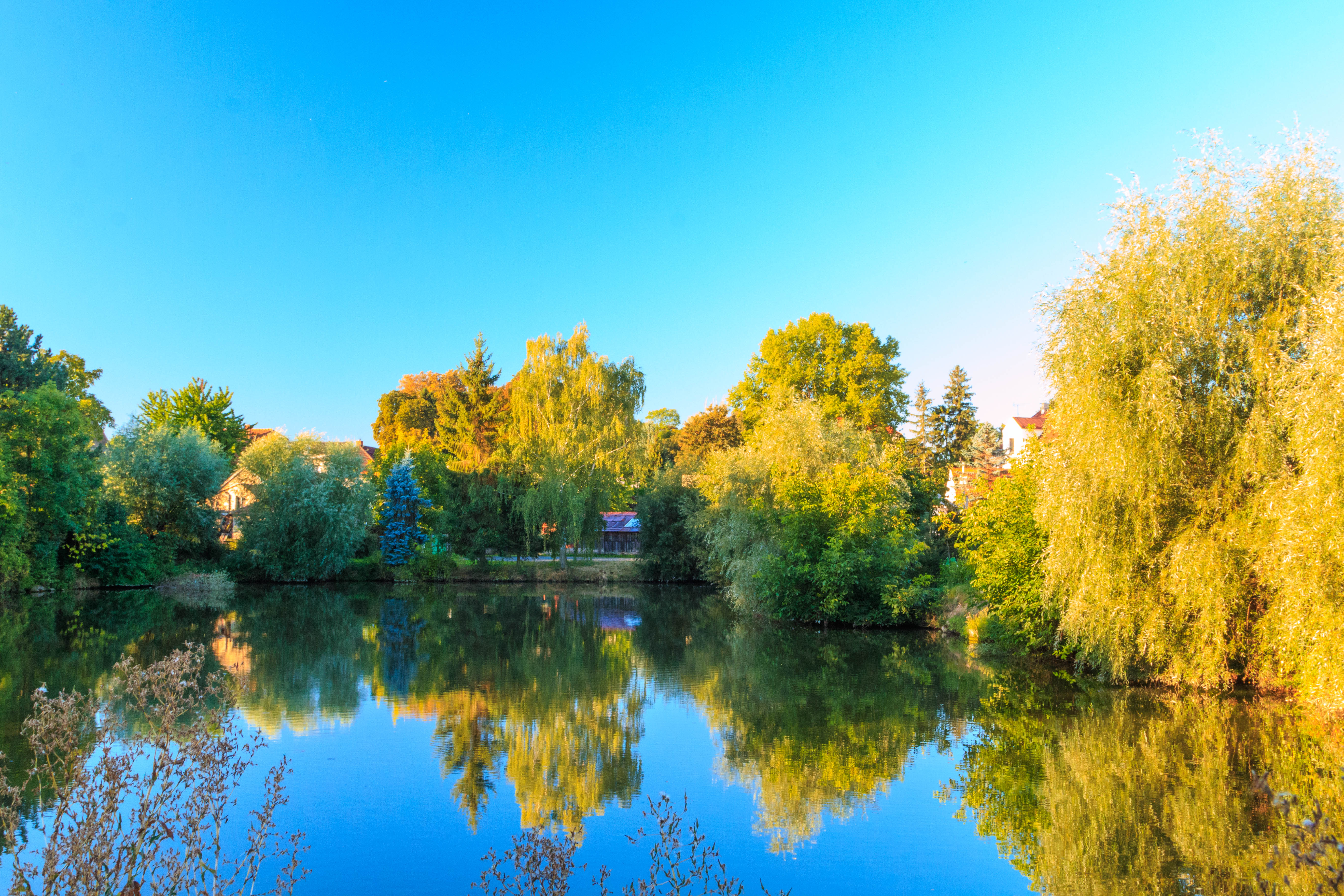
Kluky u Kutné Hory - rybník Vrzal
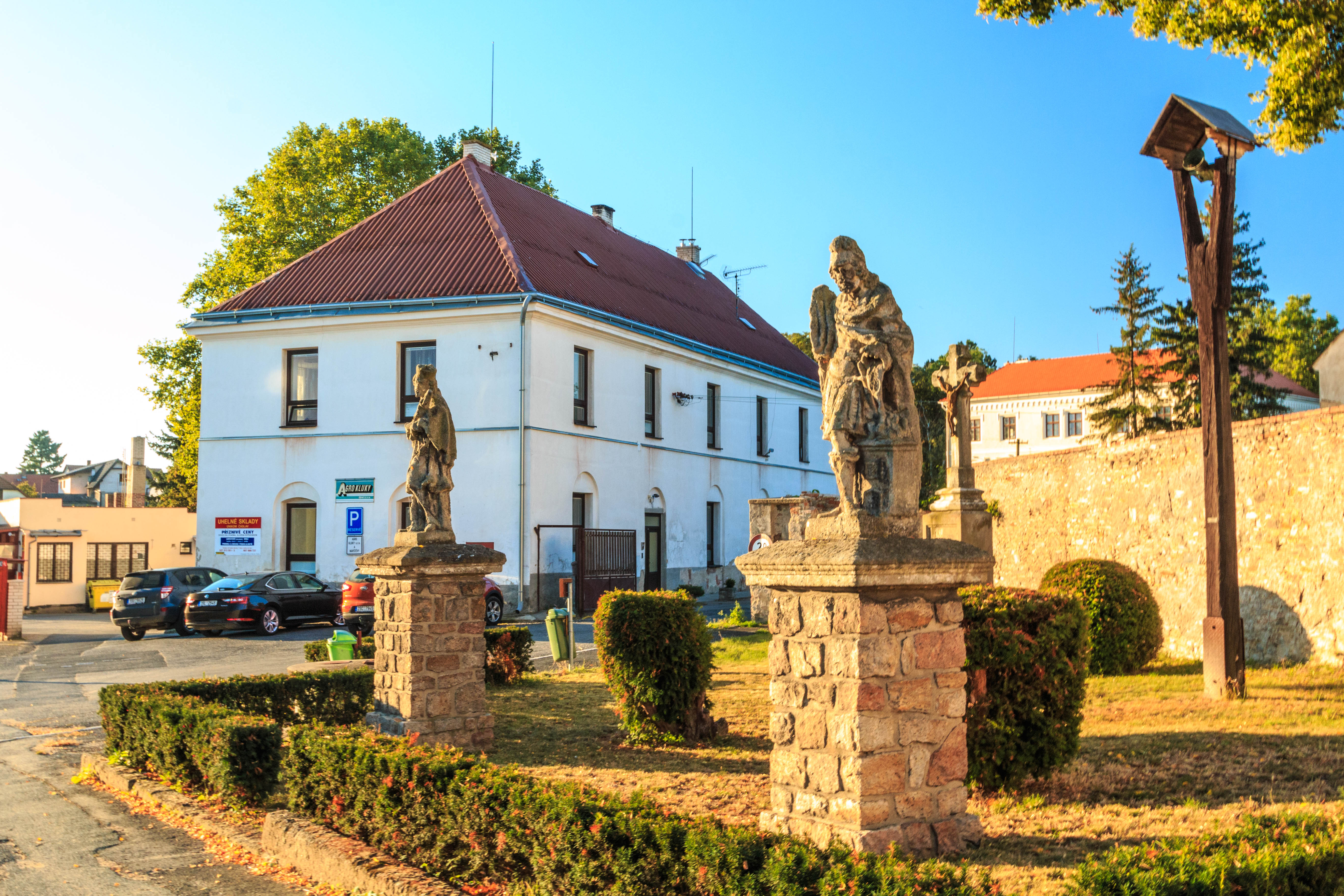
Sochy u kostela svatého Jana Křtitele (Kluky)